# Entrée solennelle de Henri IV roi de France à Lyon
Les entrées solennelles de Henri IV sont des manifestations publiques festives ayant lieu lorsque le roi fait son entrée dans la ville. Ces entrées sont l'occasion de fêtes et de démonstrations symboliques de respect et de fidélité. Cet article concerne l'entrée faite à Lyon mais il faut savoir que Henri IV a également fait des entrées -entre autres- à Paris, Abbeville, Moulins et Rouen. Au total, il parcourt 14 villes entre 1594 et 1606.

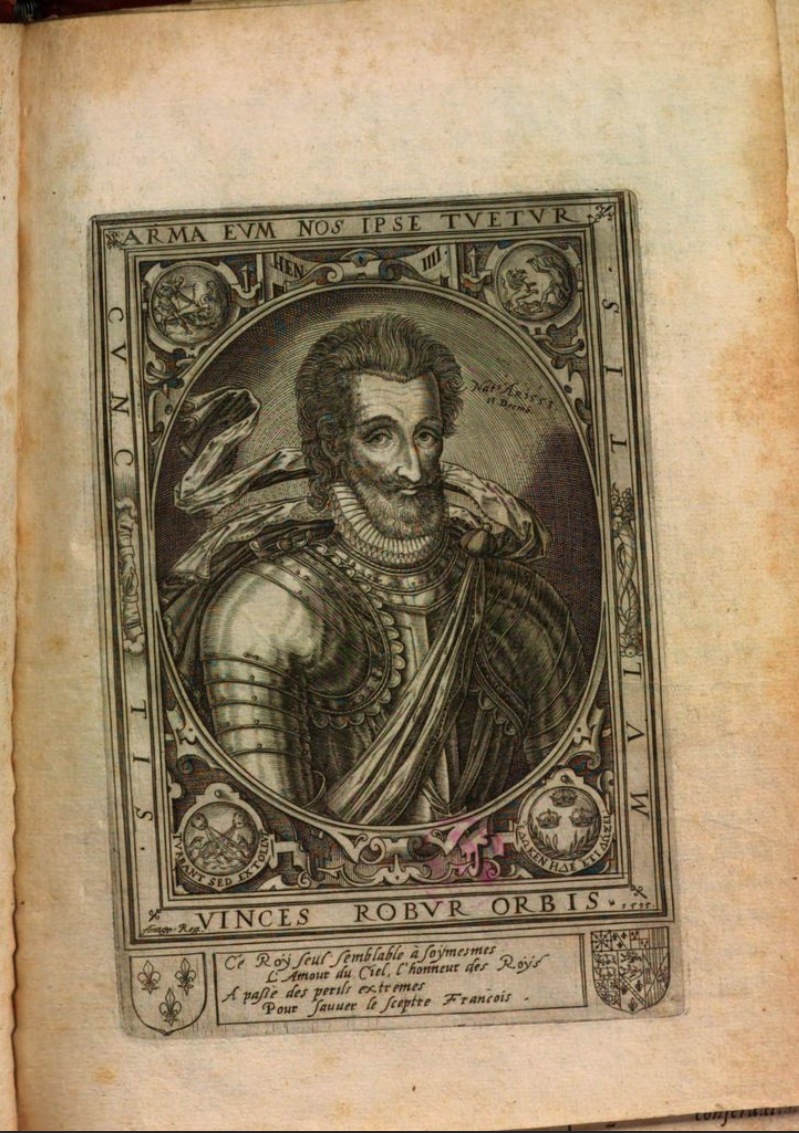
Portrait d'Henri IV issu de l'ouvrage de Pierre Matthieu publié en 1598.

## L'entrée du roi Henri IV du 4 septembre 1595

### Contexte religieux et social
Deuxième ville de France et idéalement située, la ville de Lyon est un environnement prospère pour le commerce et les affaires politiques. Cependant, la ville est fortement marquée par les guerres de religion qui ont fragilisé la stabilité. En 1572, la ville soutient la Ligue puis la rejette en 1593 lorsqu'elle se révolte contre le duc de Nemours qui la commandait.
Henri IV devient roi en 1594 et décide de récupérer la fidélité des Lyonnais. Pour cela, il tente de mener un politique de réconciliation en envoyant Pomponne de Bellièvre administrer la ville. En choisissant un proche, le roi peut assoir l'autorité royale plus aisément dans la ville de 33 000 habitants. Par exemple, il fait réduire le nombre de conseillers municipaux à l'image de la ville de Paris avec à sa tête un prévôt nommé par ses soins. Ainsi, c'est dans le cadre d'une volonté de réconciliation nationale et de processus de légitimation de son pouvoir qu'en Henri IV réalise sa première entrée royale à Lyon le 4 septembre 1595.

### Organisation de l'entrée
C'est à la suite d'une expédition militaire en Bourgogne contre la Ligue dirigée par le duc de Mayenne qu'Henry IV décide de faire son entrée dans la ville de Lyon. Cette expédition militaire a donné lieu à la victoire de Fontaine-Française et est l'occasion de célébrer le succès de sa politique de reconquête.

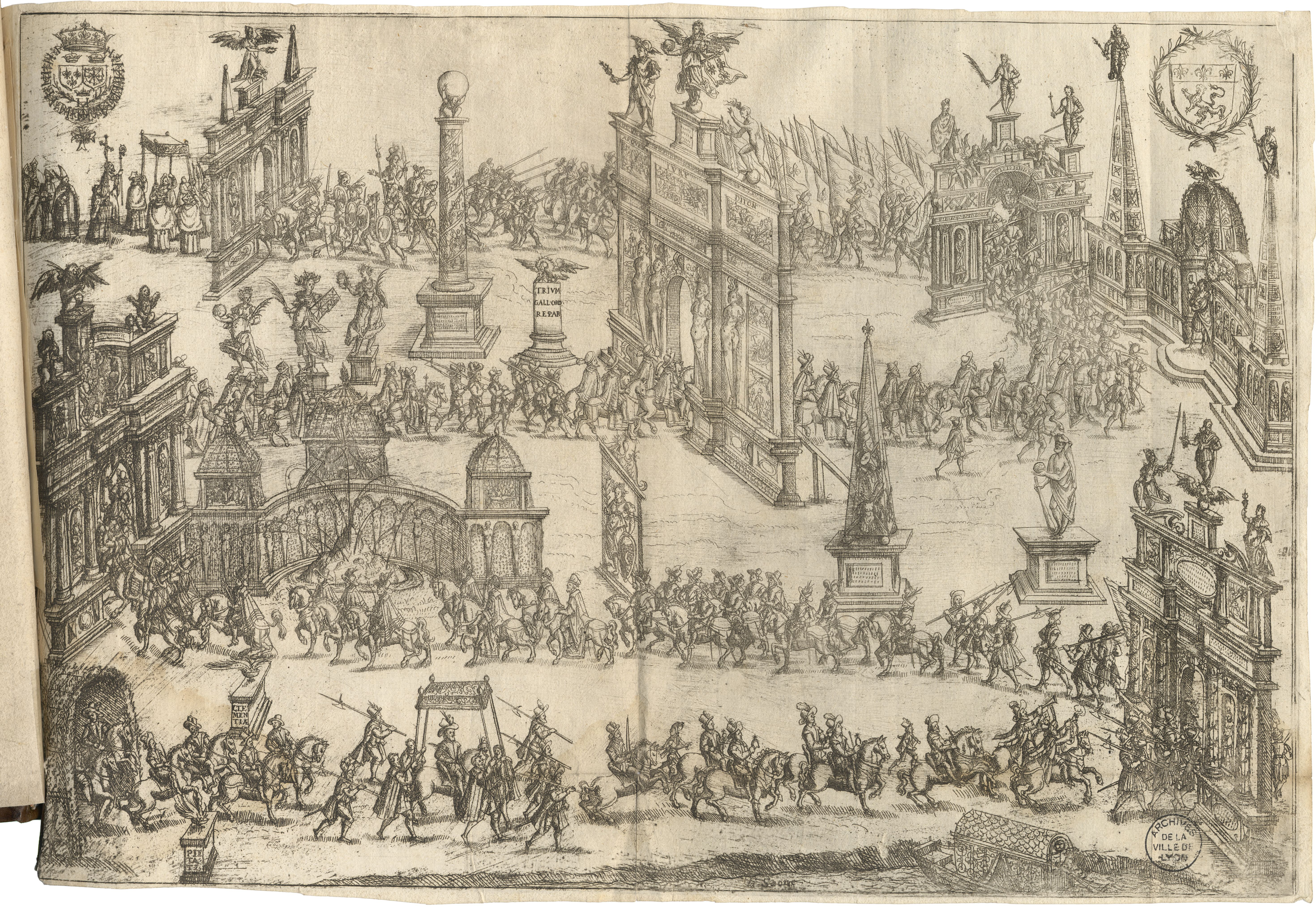
Illustration de l'entrée d'Henry IV à Lyon par Jean Perrissin en 1595.

L'on commence à préparer l'entrée le 7 juillet 1595 et l'on rassemble les différents ouvriers qui seront chargés des décors. Pierre Matthieu est chargé du programme iconographique c'est-à-dire de "designer, composer et conduire les inventions, inscriptions et ouvrages des arcs triomphaux, théâtre et autres choses préparer pour honorer l'entrée du roi". Le 13 juillet 1595 sont désignés Jean Perrissin et Jean Maignan pour peindre les arcs triomphaux. Il y a aussi des menuisiers qui ont participé à la construction des arcs : Gedeon Collot, Anthoine Villette, Mathieu Aubert et Arthus Bouquet. Les maîtres orfèvres Louis Berthier et Frédéric Bernard ont également contribué à ces créations en réalisant une statue en or pour en faire don au roi. Il semble que le programme était très chargé : certains éléments n'ont pas pu être réalisés tels qu'une statue du roi, un Apollon tuant le serpent Python, un chariot de triomphe, deux arcs triomphants à l'antique...

### Itinéraire et déroulement
Les entrées royales sont des cérémonies dont le protocole est établi depuis 1495 avec Charles VIII et dont les coutumes sont bien connues. Avant d'entrer et de parcourir l'itinéraire prévu, une cérémonie à l'extérieur de la ville a lieu : il s'agit d'un défilé militaire qui se déroule devant le roi afin de démontrer la puissance du monarque. Une fois ce défilé réalisé, le cortège doit traverser la ville de la porte Neuve de Vaise jusqu'au cloître Saint-Jean le long de la rive gauche de la Saône avec le roi : il s'agit du même itinéraire que pour l'entrée d'Henri II en 1548.
Ainsi, le cortège passe par la porte Neuve, traverse deux autels symbolisant la piété et la clémence, poursuit par la porte de Pierre-Scize afin d'honorer la gloire et la vaillance du roi. Ensuite, il continue à côté de la roche de Bourgneuf où une pyramide prend place pour rappeler les trophées du roi, il prend la porte de Lyon dédiée à la force, à la générosité et à la constance du roi et repasse devant une pyramide située à côté du Port Saint-Paul avant de passer un arc dédié aux victoires royales jouxtant le port Saint-Eloi. Le cortège traverse la place du Change où des colonnes, des pyramides et des statues entourent un temple à la mémoire des Bourbons et des Albret. Finalement, il emprunte la porte Froc donnant sur la porte Saint-Jean qui mène à l'église Saint-Jean.

### L'ouvrage de Pierre Matthieu
Pierre Matthieu fait imprimer un ouvrage L'entrée de tres-grand, tres-chrestien, tres-magnanime, et victorieux prince Henry IIII. Roy de France et de Navarre... dans l'imprimerie de Pierre Michel en 1598 dans lequel il "raconte fidellement ce qui s'est passé en l'entrée du Roy à Lyon".
Cet ouvrage s'ouvre sur un portrait du roi et une double planche attribuée à Pierre Perrissin. Elle illustre le programme iconographique, architectural et décoratif. Cette gravure permet de visualiser le parcours réalisé par le roi et le cortège. La ville réelle est supprimée au profit des architectures éphémères créées pour l'occasion. Cette mise en scène montre un défilé parfait et ordonné ce qui héroïse et glorifie le roi. De plus, dans l'arc situé au centre de la gravure, on peut apercevoir la mention de "Dijon", "Arques" et "Ivry" qui sont les victoires récentes du roi.

## L'entrée de Marie de Médicis

### La raison de l'arrivée de Marie de Médicis à Lyon
Le roi Henri IV s'étant démarié de Marguerite de Valois par faute d'héritier, il devait se remarier à Marie de Médicis. Ce mariage permettrait de renforcer les alliances avec l'Italie mais également de donner naissance à un héritier. Un premier mariage est organisé à Florence le 5 octobre 1600. Cependant il s'agit d'un mariage par procuration car le roi n'était pas présent. C'est ainsi que la reine se rend à Lyon afin de rencontrer le roi pour la première fois.

### Organisation et entrée de la reine
Selon Pierre Matthieu, la reine arrive à Lyon le 3 décembre 1600, évènement relaté dans son ouvrage "L'entrée de tres-grande, tres-chrestienne, et tres-auguste Princesse Marie de Medicis Reine de France et de Navarre". Tout comme pour le roi, l'ouvrage se compose d'éloge au regard de la reine mais également à celui du roi et retrace l'entrée et les décors éphémères mis en place pour l'occasion. Des peintres et des architectes ont réalisé des pyramides, des statues et des arcades qui ornent la ville. L'ouvrage est également accompagné d'illustrations.